# Język tsotsil
Język tsotsil, tzotzil (wymowa: cocil) – język należący do grupy języków tseltalskich z rodziny języków majańskich, używany przez około 550 tys. osób w meksykańskim stanie Chiapas, zwłaszcza w okolicach miasta San Cristóbal de las Casas. Od czasu podboju hiszpańskiego zapisywany jest pismem łacińskim, wcześniej używano skomplikowanego systemu glifów, wspólnego dla języka tsotsil i tseltal, poświadczonego m.in. przez inskrypcje na kamieniach w Palenque i Toniná.
W roku 1999 w ramach reformy ortograficznej języka tsotsil, przeprowadzonej przez CELALI (Centro de Lengua, Arte y Literatura Indígena), wprowadzono preferowany zapis „ts” zamiast dotychczasowego „tz”, co pozwala na bardziej spójny zapis dźwięków tego języka, usuwając literę „z”. Oznacza to, że również nazwa języka powinna być zapisywana od tej pory jako „tsotsil”.

## Główne dialekty
Język tzotzil posiada kilka odmian dialektalnych, uważanych przez Ethnologue za odrębne języki. Najważniejsze z nich to:
- Tsotsil z Chamula – tzc[2]
- Tsotsil z Zinacantán – tzz[3]
- Tsotsil z San Andrés Larráinzar – tzs[4]
- Tsotsil z Huixtán – tzu[5]
- Tsotsil z Ch'enalho' – tze[6]
- Tsotsil z Venustiano Carranza – tzo[7]

## System fonetyczny i ortografia

### Samogłoski
|             | Przednie | Centralne | Tylne |
| ----------- | -------- | --------- | ----- |
| Przymknięte | i [i]    |           | u [u] |
| Średnie     | e [e̞]    |           | o [o̞] |
| Otwarte     |          | a [ä]     |       |

### Spółgłoski
|                    | Dwuwargowe | Dwuwargowe | Dziąsłowe   | Dziąsłowe   | Podniebienne | Podniebienne | Tylnojęzykowe | Tylnojęzykowe | Języczkowe | Języczkowe | Gardłowe |       |
| ------------------ | ---------- | ---------- | ----------- | ----------- | ------------ | ------------ | ------------- | ------------- | ---------- | ---------- | -------- | ----- |
|                    | normalne   | implozyjne | normalne    | ejektywne   | normalne     | ejektywne    | normalne      | ejektywne     | normalne   | ejektywne  | normalne |       |
| Zwarte             | p [p]      | b' [ɓ]     | t [t]       | t' [t']     |              |              | k [k]         | k' [k']       |            |            | ' [ʔ]    |       |
| Zwarto-szczelinowe |            |            | tz [ʦ]      | tz' [ʦ’]    | ch [ʧʰ]      | ch' [ʧ’]     |               |               |            |            |          |       |
| Szczelinowe        |            |            | s [s]       | s [s]       | x [ʃ]        | x [ʃ]        |               |               | j [x]      | j [x]      | h [h]    | h [h] |
| Nosowe             | m [m]      | m [m]      | n [n]       | n [n]       |              |              |               |               |            |            |          |       |
| Płynne             |            |            | l [l] r [r] | l [l] r [r] |              |              |               |               |            |            |          |       |
| Półsamogłoski      |            |            |             |             | y [j]        | y [j]        |               |               |            |            |          |       |